# Paniceae
Las paníceas (Paniceae) constituyen una tribu dentro de la subfamilia de las panicóideas de las gramíneas. 

## Géneros
La tribu incluye los siguientes géneros: Achlaena - Acritochaete - Acroceras - Alexfloydia - Alloteropsis - Altoparadisium - Amphicarpum - Ancistrachne - Anthaenantiopsis - Anthenantia - Anthephora - Arthragrostis - Arthropogon - Axonopus - Baptorhachis - Brachiaria - Calyptochloa - Canastra - Cenchrus - Centrochloa - Chaetium - Chaetopoa - Chamaeraphis - Chlorocalymma - Cleistochloa - Cliffordiochloa - Cyphochlaena - Cyrtococcum - Dallwatsonia - Dichanthelium - Digitaria - Dissochondrus - Eccoptocarpha - Echinochloa - Echinolaena - Entolasia - Eriochloa - Gerritea - Holcolemma - Homolepis - Homopholis - Hydrothauma - Hygrochloa - Hylebates - Hymenachne - Ichnanthus - Ixophorus - Lasiacis - Lecomtella - Leucophrys - Louisiella - Megaloprotachne - Megathyrsus - Melinis - Mesosetum - Microcalamus - Neurachne - Odontelytrum - Ophiochloa - Oplismenopsis - Oplismenus - Oryzidium - Otachyrium - Ottochloa - Panicum - Paractaenum - Paraneurachne - Paratheria - Paspalum - Pennisetum - Plagiantha - Poecilostachys - Pseudechinolaena - Pseudochaetochloa - Pseudoraphis - Reimarochloa - Reynaudia - Sacciolepis - Scutachne - Setaria - Setariopsis - Snowdenia - Spheneria - Spinifex - Steinchisma - Stenotaphrum - Stereochlaena - Streptolophus - Streptostachys - Taeniorhachis - Tarigidia - Tatianyx - Thrasya - Thrasyopsis - Thuarea - Thyridachne - Thyridolepis - Trachys - Tricholaena - Triscenia - Uranthoecium - Urochloa - Whalleya - Whiteochloa - Xerochloa - Yakirra - Yvesia - Zygochloa